# Lơ xê mi cấp dòng lympho

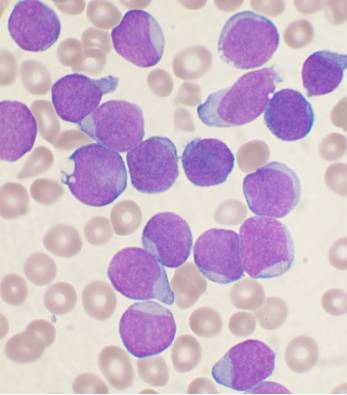
Mẫu tế bào tủy xương từ một người có tế bào ALL preB. Các tế bào màu tím lớn là lympho.

Lơ xê mi cấp dòng lympho (hay bệnh bạch cầu cấp dòng lympho, tiếng Anh: Acute lymphoblastic leukemia, viết tắt ALL) là một loại ung thư của dòng tế bào bạch huyết của tế bào máu đặc trưng bởi sự phát triển của một số lượng lớn các tế bào lympho chưa trưởng thành. Các triệu chứng có thể bao gồm cảm thấy mệt mỏi, màu da nhợt nhạt, sốt, dễ chảy máu hoặc bầm tím, nổi hạch hoặc đau xương. Là một dạng của lơ xê mi cấp, lơ xê mi cấp dòng lympho tiến triển nhanh chóng và thường gây tử vong trong vài tuần hoặc vài tháng nếu không được điều trị.
Trong hầu hết các trường hợp, nguyên nhân là không rõ. Các yếu tố nguy cơ di truyền có thể bao gồm hội chứng Down, hội chứng Li-Fraumeni hoặc neurofibromatosis loại 1. Các yếu tố rủi ro môi trường có thể bao gồm phơi nhiễm phóng xạ đáng kể hoặc hóa trị liệu trước đó. Bằng chứng liên quan đến trường điện từ hoặc thuốc trừ sâu là không rõ ràng. Một số giả thuyết cho rằng phản ứng miễn dịch bất thường đối với nhiễm trùng thông thường có thể là nguyên nhân. Cơ chế cơ bản liên quan đến nhiều đột biến gen dẫn đến sự phân chia tế bào nhanh chóng. Các tế bào lympho chưa trưởng thành quá mức trong tủy xương cản trở việc sản xuất các tế bào hồng cầu mới, bạch cầu và tiểu cầu. Chẩn đoán thường dựa trên xét nghiệm máu và tủy đồ.
Lơ xê mi cấp dòng lympho thường được điều trị ban đầu bằng hóa trị nhằm mục đích thuyên giảm triệu chứng. Sau đó, tiếp theo là hóa trị liệu thông thường trong một số năm. Các phương pháp điều trị bổ sung có thể bao gồm hóa trị bên trong hoặc xạ trị nếu thâm nhiễm não. Ghép tế bào gốc có thể được sử dụng nếu bệnh tái phát sau điều trị tiêu chuẩn. Các phương pháp điều trị bổ sung như liệu pháp miễn dịch đang được nghiên cứu.
Lơ xê mi cấp dòng lympho đã ảnh hưởng đến khoảng 876.000 người trên toàn cầu trong năm 2015 và khiến khoảng 111.000 người tử vong. Bệnh xảy ra phổ biến nhất ở trẻ em, đặc biệt là trong độ tuổi từ 2 đến 5 tuổi. Ở Hoa Kỳ, đây là nguyên nhân phổ biến nhất gây ung thư và tử vong do ung thư ở trẻ em. Lơ xê mi cấp dòng lympho đáng chú ý là ung thư phổ biến đầu tiên có thể chữa khỏi. Tỷ lệ sống cho trẻ em tăng từ dưới 10% trong thập niên 1960 lên 90% vào năm 2015. Tỷ lệ sống sót vẫn thấp hơn đối với trẻ sơ sinh (50%)  và người lớn (35%).